# 羊瑾
羊瑾（？—？），泰山郡東平陽縣（今山東省新泰市）人，曹魏、西晉時代外戚及官員。羊续之孙，泰山太守羊耽之子，羊玄之的父亲，晉惠皇后羊獻容之祖父。

## 生平
羊瑾在魏元帝咸熙元年（264年）拜尚书右仆射。翌年，曹魏亡晋朝建立，依然担任尚书右仆射。其弟羊琇，官至散骑常侍。羊瑾官至特进、封高阳侯，谥号元，终年六十余岁。

## 碑文
羊瑾神道碑於晋惠帝元康初年立。1990年出土于洛阳偃师市首阳山镇沟口头村，现存偃师商城博物馆。
□□□将军特进高阳元侯羊府君之碑：

□□□□□□□□□□□□□虎旅宿卫文□......至于三四，严诏敦逼，扶舆就职。固执逊尚，莅而□......以重赉。君立朝忠正，守拙纯固，不峻治以要功，不......皇宇遗勋□以□□宜升□□□□□礼。享年不永，春秋六......则世殒□□□□□□。天子□□，□□恸怀。矧我臣子，号啕......酉，陪葬崇峻之阳，□□□行□日永□又□赠使持节、都督......安措。王人吊祭□□众事□□□□□□□□□□也。夫人......殒，祔合于葬。有二子曰玄之、冏之。□□故吏主簿桓豹等人.,....琰之遐义，庶既殒而弗□，乃刊石铭勋，□羡来叶。

其辞曰：  维岳降灵，乃诞□德。于穆元侯，□此□则。如山之崇，如渊之□。□□□□，□□且直。作镇于外，文武允敕。扶我皇纲，是亮是翼。宜享遐□，登此□□。□□□□，泣血靡诉。敢勒玄石，对□□□。瞻□勋轨，惙□□墓。